# Тілекуш
Тілекуш (рум. Tilecuș) — село у повіті Біхор в Румунії. Входить до складу комуни Тілягд.
Село розташоване на відстані 416 км на північний захід від Бухареста, 23 км на схід від Ораді, 108 км на захід від Клуж-Напоки.

## Населення
За даними перепису населення 2002 року у селі проживали 906 осіб, з них 904 особи (99,8%) румунів. Рідною мовою 905 осіб (99,9%) назвали румунську.